# رزا جمالی
رزا جمالی (۲۸ آبان ۱۳۵۶ در تبریز) شاعر، نمایش‌نامه‌نویس، منتقد ادبی و مترجم ایرانی است.

## پس زمینه و سبک ادبی
رزا جمالی متولد ۲۸ آبان ۱۳۵۶ در تبریز است. دانش آموختهٔ کارشناسی ادبیات نمایشی از دانشگاه هنر و کارشناسی ارشد ادبیات انگلیسی از دانشگاه تهران. فعالیت ادبی خود را از ابتدای دهه۱۳۷۰ آغاز کرد. او شاعری متفاوت خوانده شده‌است که زبان و فضاهای جدیدی را ارائه می‌دهد و پساساختارگرا است.
شاعری که در میانهٔ دههٔ ۱۳۷۰ از اعضای جوان کارگاه شعر رضا براهنی بود و انتشار نخستین کتابش، «این مرده سیب نیست یا خیار است یا گلابی»، در سال ۱۳۷۷، به سبب عنوان و اشعار متفاوت اش، بازتاب‌های فراوانی برانگیخت. بعد از آن، تا سال ۱۳۸۰، او دو مجموعهٔ دیگر از اشعارش را به چاپ رساند و خود را به عنوان شاعری پرکار و مطرح تثبیت کرد.
با در نظر گرفتن تم کهن الگویی غالب، نقش محوری الهه رویش، و درهم تنیدگی انکارناپذیر ایماژ با اسطوره رویش به مثابه یک ژانر در مجموعه «این ساعت شنی که به خواب رفته‌است»؛ باید اذعان نمود که شعر رزا جمالی در معنای کهن الگویی کلمه زنانه و قابل تحلیل است.
کتاب «بزرگراه مسدود است» گزیده‌ای از شعرهای موفق پنج دفتر اوست.
محور افقی در اغلب شعرها رعایت نمی‌شود و شاعر در پی پیوند و برقرار کردن ارتباط منطقی و زبانی میان سطرها و بندهای سروده خود نیست. مجموعه شعرهای اخیر او به نوعی ادامه همان شیوه در شاعری است که وی از ابتدا آن را دنبال می‌کرد؛ اما او در این شیوه به نوعی پختگی دست یافته‌است.
شعرهای او به زبان‌های انگلیسی، فرانسه، ایتالیایی، ترکی، عربی، بنگالی، هندی، چک، سوئدی، آلمانی، اسپرانتو، کردی و… ترجمه شده‌است و در معتبرترین گلچین‌های ادبی شعر پیشرو جهان منتشر شده‌است.
کتاب‌های او از معدود عناوینی ست که به چندین چاپ رسیده و در تیراژ بالا عرضه می‌شود. منتقدان ادبی او را از شاعران مهم، تأثیرگذار و جریان‌ساز سه دههٔ اخیر می‌دانند؛ شعر او پُر از پیشنهادهای تازه برای شعر خلاق فارسی بوده‌است. تجربه‌هایی در حوزهٔ فرم و محتوای شعر امروز که از آن‌ها می‌توان به موارد زیر اشاره کرد: بازی‌های زبانی، تصویرسازی خلاق، خلق استعارات نو، آشنایی زدایی از زبان متداول، دوری از کلیشه‌های بیانی، به وجود آوردن نشانه‌شناسی تازه ای از کلمات، چندصدایی، استفاده از لحن و زبان محاوره، بی واسطه نویسی، عرفان اشیاء، بازآفرینی مضامین شعر کلاسیک فارسی…
شعر او دارای نظمی هندسی ست و معماری تنظیم شده‌ای دارد. واگویه‌های چند ساحتی که بسیاری از شعرهایش را به آثاری چند صدایی بدل کرده‌است.
تخیل سیال از دیگر ویژگی‌های شعری اوست.

## آثار

### شعر
- این مرده سیب نیست یا خیار است یا گلابی(انتشارات ویستار، ۱۳۷۷)
- دهن کجی به تو (انتشارات نقش هنر، زمستان ۱۳۷۷)
- برای ادامهٔ این ماجرای پلیسی قهوه‌ای دم کرده‌ام (انتشارات آرویج، زمستان ۱۳۸۰)
- این ساعت شنی که به خواب رفته‌است ... (نشر چشمه، تابستان ۱۳۹۰)(چاپ دوم: ۱۳۹۴)
- بزرگراه مسدود است (گزینه اشعار، بوتیمار ۱۳۹۲)(چاپ چهارم:۱۳۹۷)
- اینجا نیروی جاذبه کمتر است (مهر و دل، ۱۳۹۸)
- این رسم‌الخط فارسی نیست (در دست انتشار)

### نمایش‌نامه
- سایه (این نمایشنامه در سال ۱۳۹۵ به کارگردانی لیلی تقی پور بر صحنه اجراء شده‌است و اجرای رادیویی دیگری از آن با صدای شهدک غلامی موجود است)(نشر سیب سرخ، ۱۳۹۸)

### ترجمه
- لبه، گلچین شعر انگلیسی زبان، این کتاب در بر گیرنده شعرهایی از ویلیام باتلر ییتس، تی. اس. الیوت، سیلویا پلات، تد هیوز، هنری وادزورث لانگ‌فلو، آدرین ریچ، راجر مگاف، جوزف برودسکی، آلن گینزبرگ، اما لازاروس، والت ویتمن، رابرت فراست، ازرا پاوند، روپرت بروک، کارل سندبرگ، جان اشبری، سودیپ سن و… است. (مهر و دل، ۱۳۹۸)
- ترجمهٔ رمانِ خانهٔ ادریسی‌ها به انگلیسی بایگانی‌شده  در ۲۵ دسامبر ۲۰۱۸ توسط Wayback Machine، کتاب کارما، نیویورک
- زبان منشوری ست، گزینه ای از شعرهای امیر اور (نشر مهر و دل، ۱۳۹۹)
- درخت کاج، هانس کریستین آندرسن (نشر ترنجستان، ۱۴۰۰)
- دریانوردی به سمت بیزانس، گزینهٔ شعرهای ویلیام باتلر ییتس (نشر ایهام، ۱۳۹۹)
- لاله‌ها، گلچینی از شعرهای ده شاعرِ زن انگلیسی زبان که به این شاعران می‌پردازد: لوئیز گلیک، هیلدا دولیتل، استیوی اسمیت، امیلی دیکنسون، ناتاشا ترتوی، ادیت سیتول، سولماز شریف، آدرین ریچ، اما لازاروس و سیلویا پلات (نشر ایهام، ۱۳۹۹)
- فردا و فردا و فردا، صد قطعه از ویلیام شکسپیر (نشر ایهام، ۱۴۰۰)
- زنبقِ وحشی ،لوئیز گلیک (نشر ایهام، ۱۴۰۱)
- زنی که همیشه هست، دوروتی پارکر (نشر ترنجستان، ۱۴۰۱)
- کلمات، گزینه‌ای از شعرهای سیلویا پلات (نشر ثالث، ۱۴۰۱)

### نقد
- مکاشفاتی در باد (مقالات متعددی در تحلیل شعر که پیشتر در نشریات ادبی نظیر نامه کانون نویسندگان ایران، کارنامه، آدینه، دنیای سخن، جهان کتاب، بیدار، عصر پنج شنبه و… منتشر شده بودند) (نشر هشت، ۱۴۰۰)

### داوری جوایز شعر و ترجمه ادبی
- جشنواره شعر نیاوران، جایزه شعر احمد شاملو و جایزه ملی شعر جم
- جشنواره ترجمه ادبی ترجمیک[۹][۱۰]

## نمونه شعر
"هفت طبقه بودم گیاهی مخصوص به تن داشتم؛ در جشنی شبیه مراسم ختم شرکت کرده بودم
سنگ بر پیشانی برگشتم؛ بر سرزمین مادری ام باردیگر نگریستم وَ گریستم
پدرم سیمرغ بود؛ مادرم الهه ای بی تاب درشوش وُ هگمتانه وُ مقبرهٔ مردخای
وَ خدا با من بود
این چشم‌ها دوربین من شده‌اند در تاریکی محض، مطلق
و من اسطورهٔ گُنگِ برخورد قاشق‌ها با چنگال بوده‌ام در لحظهٔ شام
ایزد بانوی بزرگراه نواب من ام، به قبرستان می‌روم
در منتهی‌الیهٔ شرقی این شهر
این که مطلق باریده بر فرق سرت، این چیست؟ این پلشتیِ آرام چیست؟ به چه می‌ماند؟ چیست؟
فرشتگان بر موهای تاریکم لانه کرده بودند به ناچار
وَمن پریان را شسته بودم، لکه‌گیری کرده بودم، شبیه برنج دم کرده بودم
ساعت را می‌دانستی در لحظه ای که کش می‌آمد و خمیازه می‌کشید، آن لحظهٔ منجمد وُ خاموش
وقتی با چنگال‌های زخمی ام بر اجاق گاز سر می‌رفتم
وقتی تمام صحنِ میدانِ انقلاب را فراگرفته بودم وَ فوران می‌کردم
و با وایتکس صورتم را سفید نگه داشته بودم انگار."

## برنامه‌های بین‌المللی
- مهمان بنیاد فرهنگ و شناخت در رتردام هلند:سپتامبر ۲۰۰۶.
- مهمان جشنواره شعر گوتنبرگ، تدریس ادبیات خلاقه به زبان انگلیسی در آکادمی هنرهای زیبای سوئد و سخنرانی در اتحادیه ی نویسندگان سوئد در استکهلم به زبان انگلیسی در باب شعر ایران: سپتامبر ۲۰۱۳
- شرکت در برنامه ی شعر و جهان امروز؛ شعر خوانی در مراکز مطالعات زبان فارسی آمریکا؛ واشینگتن، نیویورک، آرکانزاس، کالیفرنیا و شیکاگو:آوریل ۲۰۱۴
- نوشتن در ایران با نیم نگاهی به گذشته در کتابخانه ملی بریتانیا: فوریه ۲۰۱۵
- شرکت در همایش محیط زیست و ادبیات؛ هند: دسامبر ۲۰۱۵
- سخنرانی انگلیسی در همایش شعرِ فارسی پس از انقلاب، دانشگاه سنت اندروز اسکاتلند: مارس ۲۰۱۷
- نماینده ایران در دوسالانه شعر آسیا: فوریه ۲۰۱۹
- جشنواره بین‌المللی شاعران برتر جهان در کوزوو: سپتامبر ۲۰۲۰
- فستیوال شعر کلمبیا: ۲۰۲۲
- حضور رزا جمالی در فستیوال شعر استانبول